# FFH-Gebiet Standortübungsplatz Husum
Das FFH-Gebiet Standortübungsplatz Husum ist ein NATURA 2000-Schutzgebiet in Schleswig-Holstein im Kreis Nordfriesland in der Stadt Husum und der Gemeinde Horstedt. Das FFH-Gebiet liegt im Naturraum Schleswig-Holsteinische Geest in der Untereinheit Bredstedt-Husumer Geest.

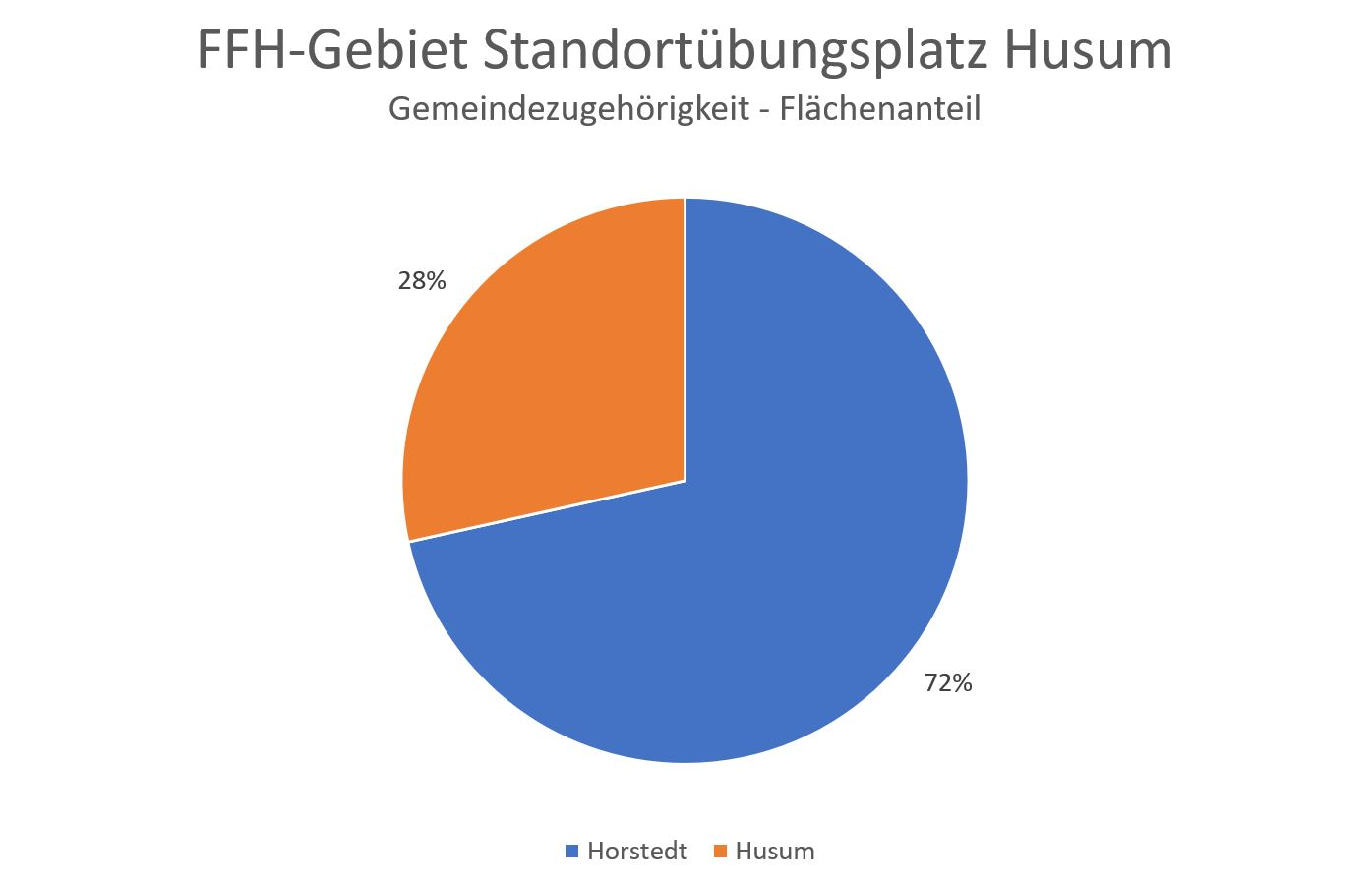
Diagramm 1: Gemeindezugehörigkeit

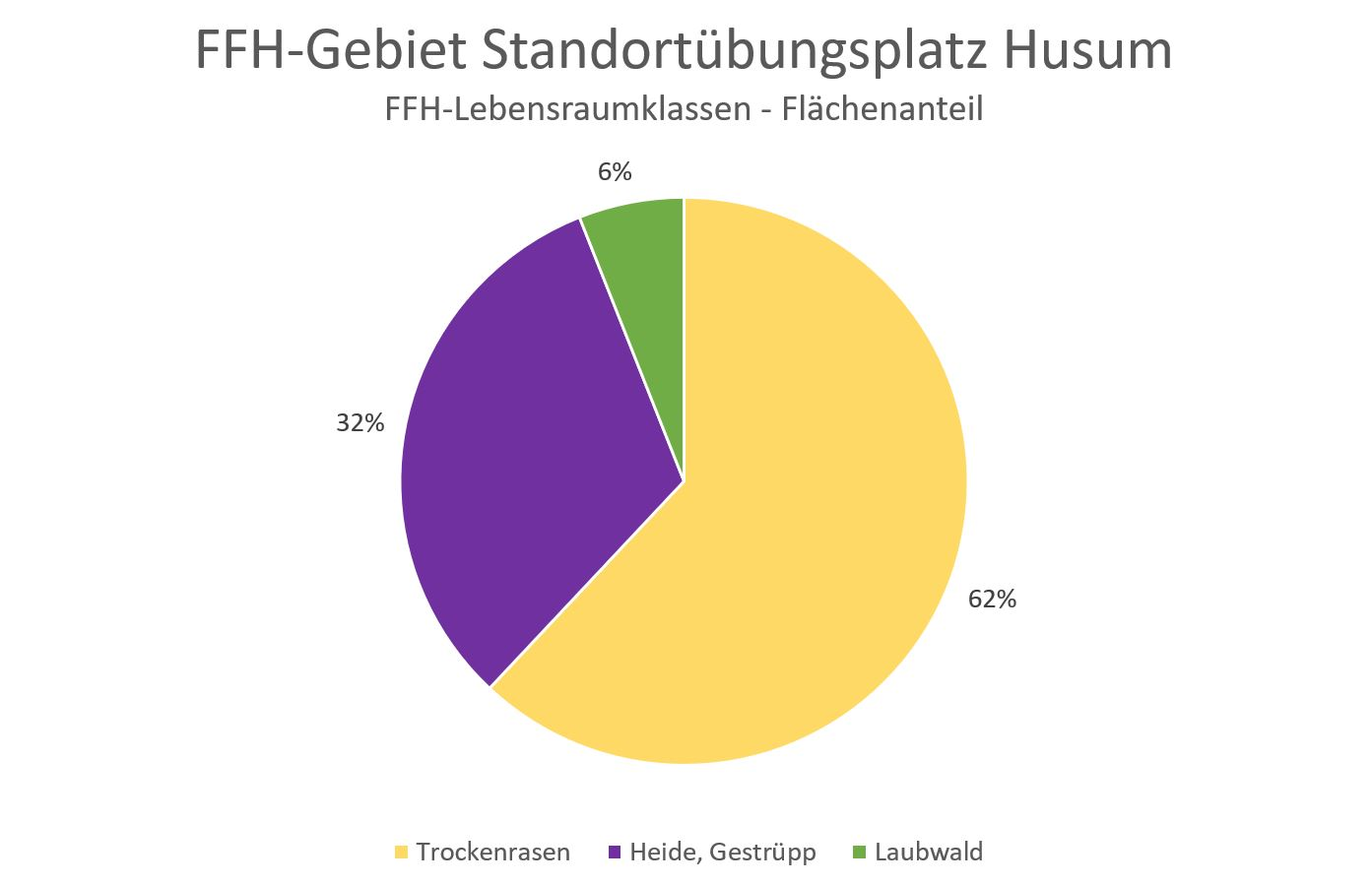
Diagramm 2: FFH-Lebensraumklassen

Es hat eine Fläche von 150 ha. Die größte Ausdehnung liegt in Ostwestrichtung und beträgt 2,13 km. Die höchste Erhebung mit 20 m über NN liegt auf der FFH-Gebietsgrenze an der Südostecke westlich der Straße Schauendahl in Husum, der niedrigste Punkt mit 8 m über NN am Südwestrand im Husumer Ortsteil Lund. Knapp ein Drittel liegen im nördlichen Stadtbereich von Husum und gut zwei Drittel im daran anschließendem Gemeindegebiet von Horstedt, siehe auch Diagramm 1. Das FFH-Gebiet grenzt im Süden an den Kasernenkomplex der Julius-Leber-Kaserne in Husum und im Norden bildet die Straße Norder Kronenburg in der Gemeinde Horstedt die Grenze.
Es besteht zu fast zwei Dritteln aus Trockenrasen und fast einem Drittel aus Heideflächen. Der Rest sind kleinere baumbestandene Flächen, siehe auch Diagramm 2.
Das FFH-Gebiet ist Militärisches Sperrgebiet und darf von der Öffentlichkeit nicht betreten werden.

## FFH-Gebietsgeschichte und Naturschutzumgebung
Der NATURA 2000-Standard-Datenbogen (SDB) für dieses FFH-Gebiet wurde im Juni 2004 vom Landesamt für Landwirtschaft, Umwelt und ländliche Räume (LLUR) des Landes Schleswig-Holstein erstellt, im September 2004 als Gebiet von gemeinschaftlicher Bedeutung (GGB) vorgeschlagen, im November 2007 von der EU als GGB bestätigt und im Januar 2010 national nach § 32 Absatz 2 bis 4 BNatSchG in Verbindung mit § 23 LNatSchG als besonderes Erhaltungsgebiet (BEG) bestätigt. Der SDB wurde zuletzt im Mai 2019 aktualisiert.
Da es sich hier um einen Bundeswehrstandort im Bundesbesitz handelt, die Verwaltung von FFH-Gebieten aber in Deutschland zu den Aufgaben der Bundesländer gehört, wurde zwischen dem Bundesministerium der Verteidigung und dem Bundesland Schleswig-Holstein eine Vereinbarung geschlossen, die die Funktion des „Vereinbarungsgebietes“ als Standortübungsplatz mit den Anforderungen als NATURA 2000-Gebiet möglichst in Einklang bringt. Das Bundesamt für Infrastruktur, Umweltschutz und Dienstleistungen der Bundeswehr (BAIUDBw) GS II 4 mit der Bundesanstalt für Immobilienaufgaben (BImA)- Sparte Bundesforst hat im Einvernehmen mit dem Bundesland Schleswig-Holstein zum einen einen „Naturschutzfachlichen Grundlagenteil für das Fauna-Flora-Habitat-Gebiet DE 1420-301 „Standortübungsplatz Husum (Vereinbarungsgebiet)““ erstellt, wie er in Schleswig-Holstein in Form des Managementplans für FFH-Gebiete üblich ist und zum anderen einen „Maßnahmen-, Pflege- und Entwicklungsplan (MPE-Plan) StOÜbPl Husum / Schauendahl - Wirtschaftseinheit - Nr.: WE 0455“, wie er für alle NATURA 2000-Flächen des Bundes erstellt wird. Beide Papiere bilden den Managementplan für das FFH-Gebiet Standortübungsplatz Husum.
550 m westlich des FFH-Gebietes befindet sich, durch das Neubaugebiet Lund getrennt, das am 15. Oktober 1954 ausgewiesene Landschaftsschutzgebiet Schobüller Berg, 1,57 km nördlich das am 26. März 2018 ausgewiesene Landschaftsschutzgebiet Geest- und Marschlandschaft der Arlau.
Eine Gebietsbetreuung gem. § 20 LNatSchG wurde mit Stand 30. Mai 2021 vom LLUR noch nicht ausgesprochen. Im Januar 2019 hat sich der Verein Runder Tisch Naturschutz Nordfriesland e.V. als Zusammenschluss aller am Naturschutz im Kreis Nordfriesland beteiligten Interessenvertreter gegründet. Dieser hat sich auch zum Ziel gesetzt, die Belange des FFH-Gebietes Standortübungsplatz Husum zu thematisieren.
Die Angaben über die im FFH-Gebiet vorkommenden Biotoptypen und gesetzlich geschützte Biotope beruhen auf der ersten Folgekartierung aus dem Jahre 2009 durch das Planungsbüro Mordhorst-Bretschneider GmbH. Das BAIUDBw hat sowohl eine Karte nach Landesschlüssel als auch eine nach Bundesschlüssel erstellt.

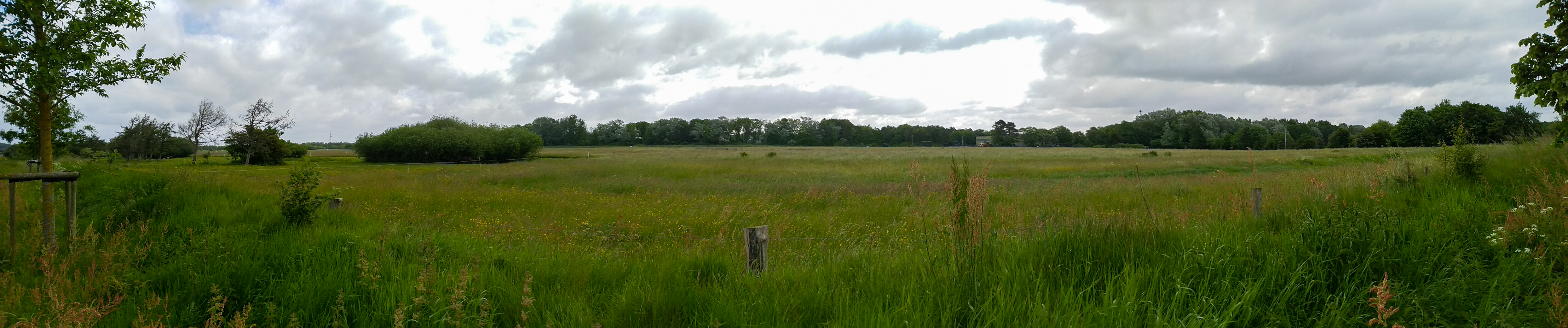
Südwestseite des FFH-Gebietes Standortübungsplatz Husum in Gemeindeeigentum
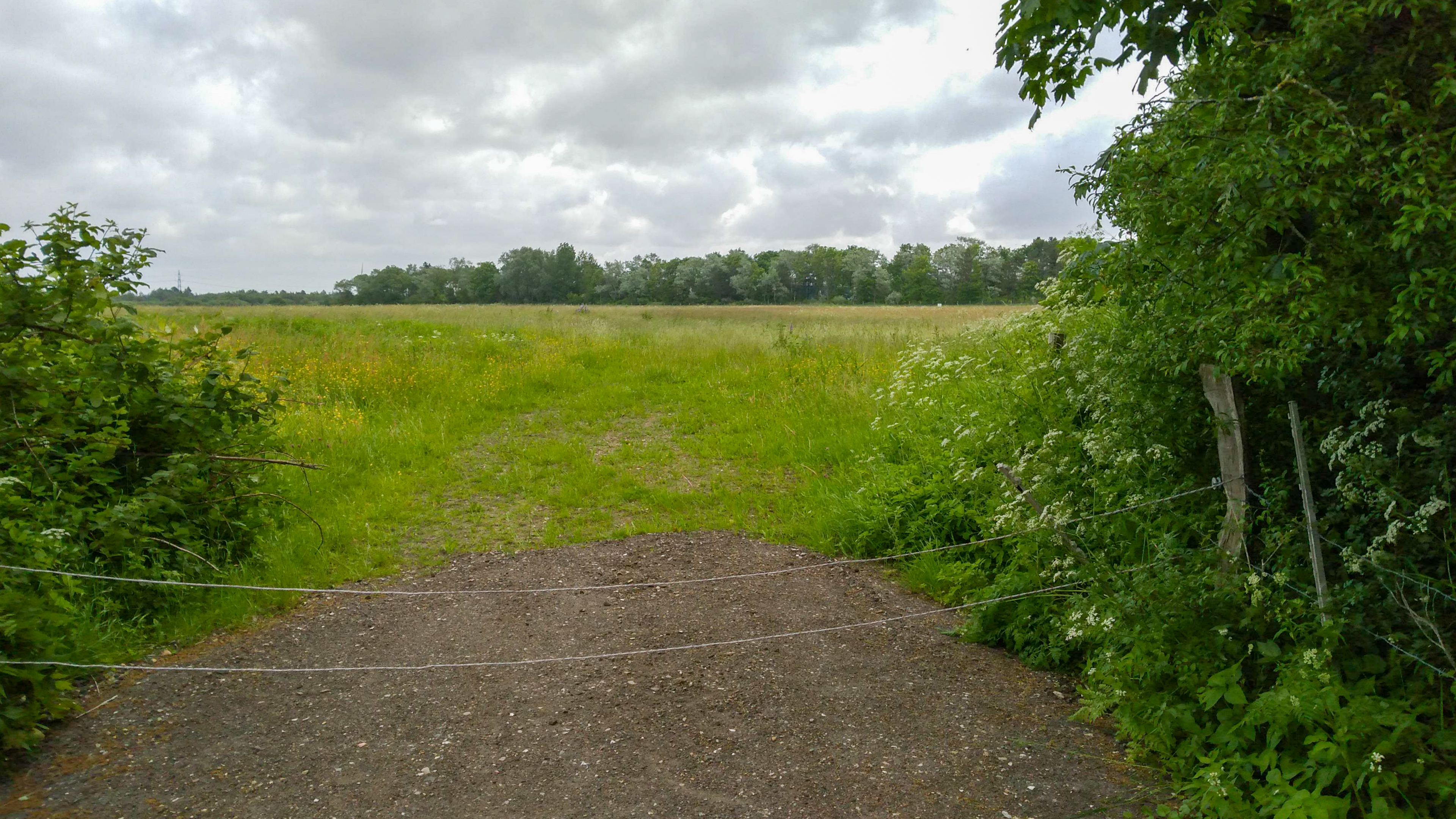
Südwestecke des FFH-Gebietes Standortübungsplatz Husum
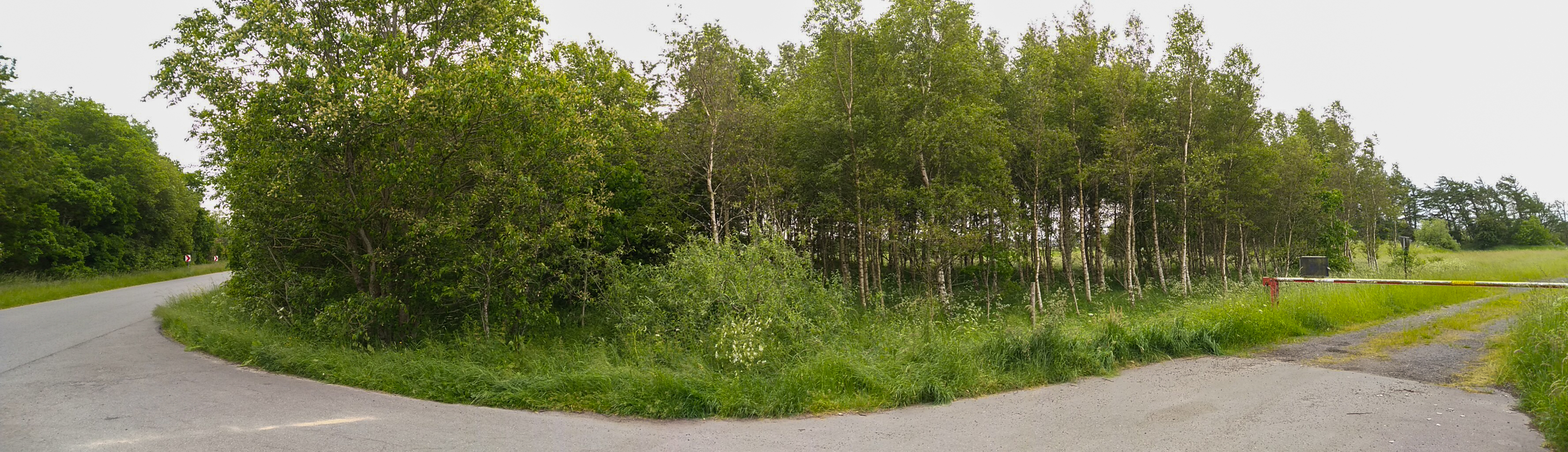
Nordostecke des FFH-Gebietes Standortübungsplatz Husum
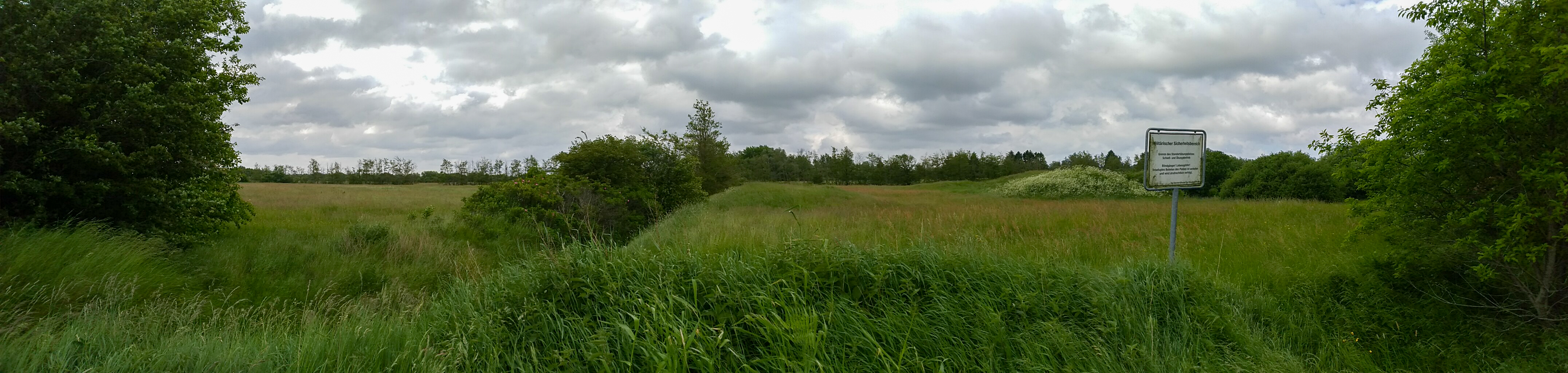
Nordgrenze des FFH-Gebietes Standortübungsplatzes Husum

## FFH-Erhaltungsgegenstand

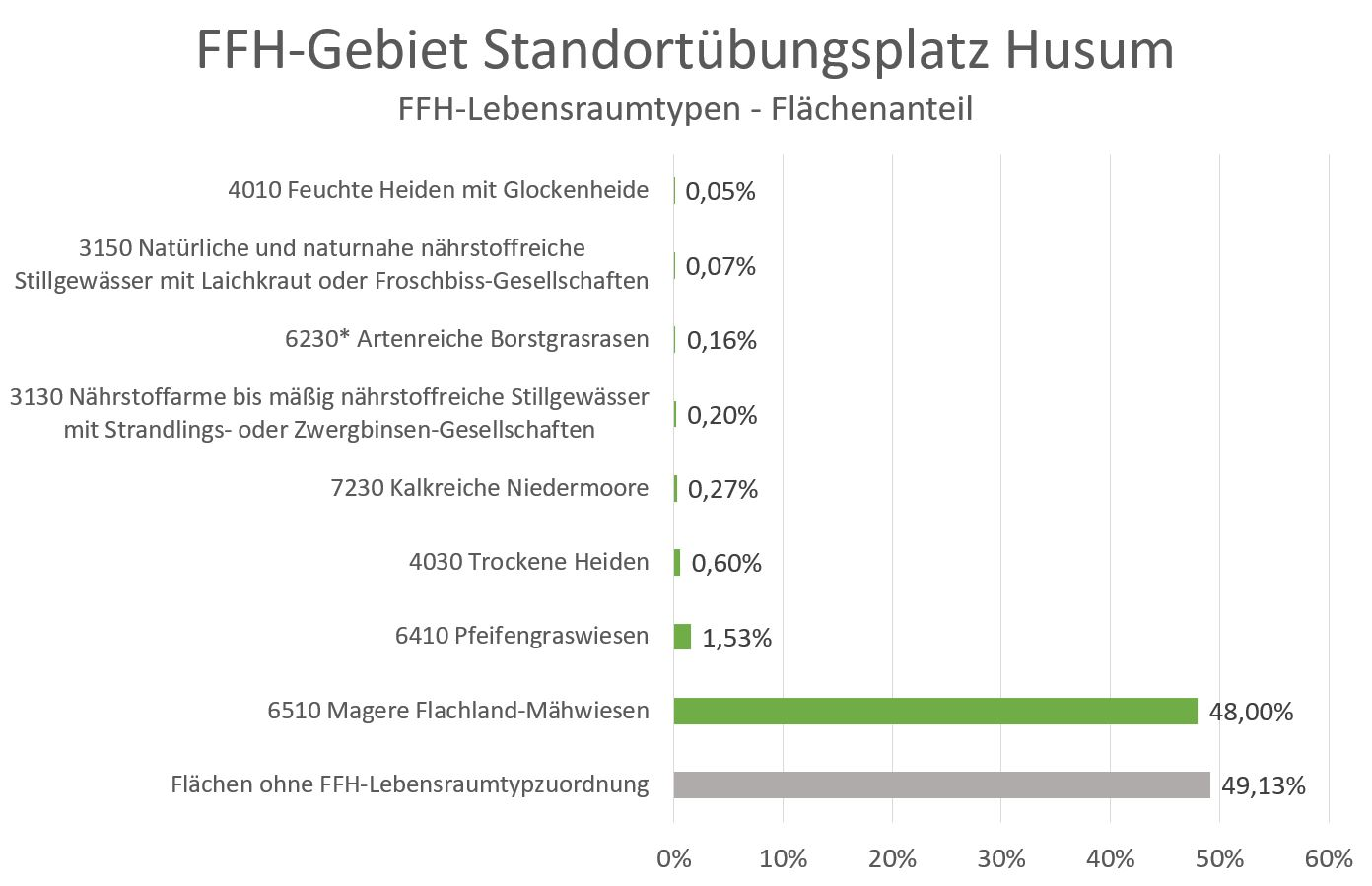
Diagramm 3: FFH-Lebensraumtypen

Laut Standard-Datenbogen vom Mai 2019 sind folgende FFH-Lebensraumtypen und Arten für das Gesamtgebiet als FFH-Erhaltungsgegenstände mit den entsprechenden Gesamtbeurteilungen der Umweltbehörde der Europäischen Union gemeldet worden (Gebräuchliche Kurzbezeichnung (BfN)):
FFH-Lebensraumtypen nach Anhang I der EU-Richtlinie:
- 3130 Nährstoffarme bis mäßig nährstoffreiche Stillgewässer mit Strandlings- oder Zwergbinsen-Gesellschaften (Gesamtbeurteilung C)[19]
- 3150 Natürliche und naturnahe nährstoffreiche Stillgewässer mit Laichkraut oder Froschbiss-Gesellschaften (Gesamtbeurteilung C)[20]
- 4010 Feuchte Heiden mit Glockenheide (Gesamtbeurteilung C)[21]
- 4030 Trockene Heiden (Gesamtbeurteilung C)[22]
- 6230* Artenreiche Borstgrasrasen (Gesamtbeurteilung C)[23]
- 6410 Pfeifengraswiesen (Gesamtbeurteilung B)[24]
- 6510 Magere Flachland-Mähwiesen (Gesamtbeurteilung B)[25]
- 7230 Kalkreiche Niedermoore (Gesamtbeurteilung C)[26]

Gut die Hälfte der FFH-Gebietsfläche ist mit FFH-Lebensraumtypen (LRT) ausgewiesen worden. Diese ist fast vollständig vom LRT 6510 Magere Flachland-Mähwiesen belegt. An zweiter Stelle steht weit unterhalb mit 1,53 % der LRT 6410 Pfeifengraswiesen. Alle anderen FFH-Erhaltungsgegenstände haben einen Flächenanteil von weit unter einem Prozent, siehe Diagramm 3.
Die Karte des naturschutzfachlichen Grundlagenteils gibt den Zustand nach der ersten Folgekartierung im Jahre 2009 durch das Planungsbüro Mordhorst-Bretschneider GmbH wieder. Sie weicht stark von den Angaben im aktuellen SDB vom Mai 2019 ab.
FFH-Arten gemäß Artikel 4 der Richtlinie 2009/147/EG und Anhang II der Richtlinie 92/43/EWG:
- 1166 Kammmolch (Gesamtbeurteilung C)[28]

Im SDB wird deren Populationsgröße mit 0 angegeben.

## FFH-Erhaltungsziele

### FFH-Erhaltungsziele von besonderer Bedeutung
Aus den oben aufgeführten FFH-Erhaltungsgegenständen werden als FFH-Erhaltungsziele von besonderer Bedeutung die Erhaltung folgender Lebensraumtypen und Arten im FFH-Gebiet vom Ministerium für Energiewende, Landwirtschaft, Umwelt und ländliche Räume des Landes Schleswig-Holstein erklärt:
- 3130 Nährstoffarme bis mäßig nährstoffreiche Stillgewässer mit Strandlings- oder Zwergbinsen-Gesellschaften
- 4010 Feuchte Heiden mit Glockenheide
- 4030 Trockene Heiden
- 6230* Artenreiche Borstgrasrasen
- 6410 Pfeifengraswiesen
- 6510 Magere Flachland-Mähwiesen
- 7230 Kalkreiche Niedermoore
- 1166 Kammmolch

### FFH-Erhaltungsziele von Bedeutung
Aus den oben aufgeführten FFH-Erhaltungsgegenständen werden als FFH-Erhaltungsziele von Bedeutung die Erhaltung folgender Lebensraumtypen und Arten im FFH-Gebiet vom Ministerium für Energiewende, Landwirtschaft, Umwelt und ländliche Räume des Landes Schleswig-Holstein erklärt:
- 3150 Natürliche und naturnahe nährstoffreiche Stillgewässer mit Laichkraut oder Froschbiss-Gesellschaften

## FFH-Analyse und Bewertung

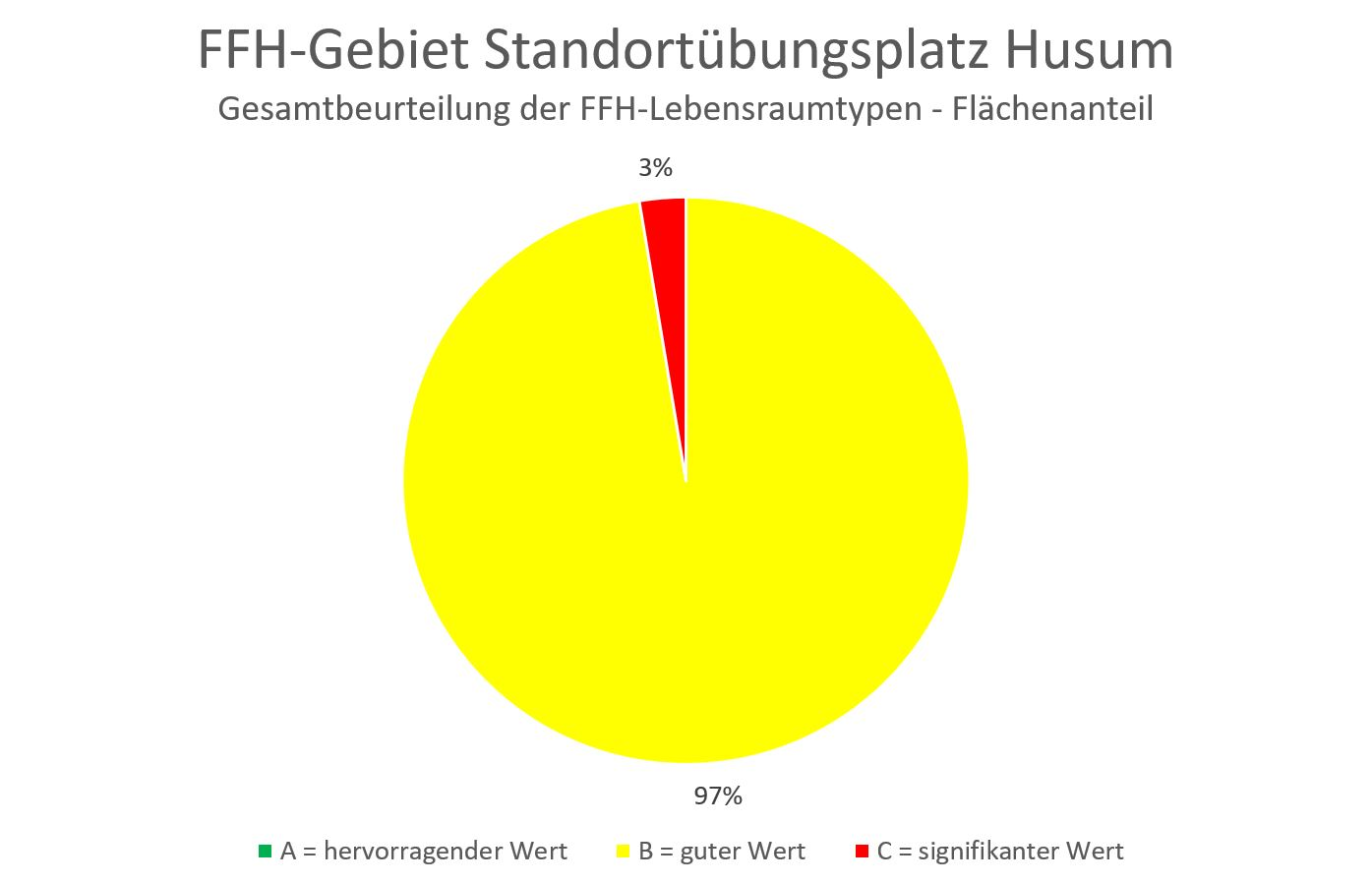
Diagramm 4: Gesamtbeurteilung der FFH-Lebensraumtypen

Das Kapitel FFH-Analyse und Bewertung im Managementplan beschäftigt sich unter anderem mit den aktuellen Gegebenheiten des FFH-Gebietes und den Hindernissen bei der Erhaltung und Weiterentwicklung der FFH-Lebensraumtypen und Arten. Die Ergebnisse fließen in den FFH-Maßnahmenkatalog ein.

### FFH-Lebensraumtypen
Die Gesamtbeurteilung der FFH-Lebensraumtypen wird im aktuellen SDB vom Mai 2019 fast vollständig als gut bewertet. Nur 3 % hat eine schlechtere Gesamtbewertung zugesprochen bekommen, siehe auch Diagramm 4. Dabei ist zu bedenken, dass die gute Bewertung ausschließlich auf die beiden FFH-Lebensraumtypen 6510 Magere Flachland-Mähwiesen und 6410 Pfeifengraswiesen entfallen. Alle anderen FFH-Lebensraumtypen haben eine schlechte Gesamtbewertung erhalten. Dies ist verständlich, wenn man deren geringe Flächenanteile berücksichtigt. Bei sechs Lebensraumtypen als Erhaltungsziel wird es nahezu unmöglich, bei einer Flächengröße von 2,01 ha für 6 FFH-Lebensraumtypen eine gute oder ausgezeichnete Gesamtbewertung bei geforderten vier Entwicklungsstadien (Pionier-, Aufbau-, Reife- und Degenerationsphase) darzustellen. Allerdings ist noch ausreichend Platz für Entwicklungsflächen vorhanden.
Ein Vergleich des Erhaltungszustandes der Kartierung aus dem Jahre 2009 mit stichprobenartig durchgeführten Bewertungen durch das Bundesamt für Infrastruktur, Umweltschutz und Dienstleistungen der Bundeswehr (BAIUDBw) im Jahre 2017 zeigen bei fünf FFH-Lebensraumtypen eine deutliche Verschlechterung. Sowohl die Gesamtgröße der LRT-Flächen, als auch deren mit B = „gut“ bewerteten Anteile haben abgenommen. Das BAIUDBw kommt sogar zu dem Schluss, dass bei einer Neubewertung viele Flächen den LRT-Status verlieren würden. Damit ist im Zeitraum von 2009 bis 2017 ständig gegen das Verschlechterungsverbot für FFH-Gebiete verstoßen worden.
Ein Grund für die Verschlechterung der Erhaltungszustände ist die auf den Grünflächen durchgeführte Mulchmahd. Diese führt im Gegensatz zu einer Mahd mit Abtransport des Mähgutes zu einer Bodenbedeckung und Anreicherung mit Nährstoffen. Pflanzenarten des Magerrasens können diese Schicht nicht mehr durchbrechen und verschwinden.
Die Stillgewässer wachsen immer mehr zu und verlieren die Strandlingsgesellschaften. Sie enthalten mittlerweile Fische und sind damit für Amphibien nicht mehr geeignet. Auch hier führt die Mulchmahd der Umgebung zur Eutrophierung der Gewässer. Einige Gewässer fallen in den Sommermonaten trocken, weil in der Nähe noch intakte Entwässerungsgräben liegen.
Der Ausbreitung von Neophyten wie der Spätblühenden Traubenkirsche wird nicht Einhalt geboten. Die offenen Flächen verbuschen zusehends.

### Arten
Als einzige Art wurde im aktuellen SDB der Kammmolch genannt und vom LLUR als FFH-Erhaltungsziel von besonderer Bedeutung festgeschrieben. Eine Begehung der auf dem FFH-Gebiet liegenden Kleingewässer zur Laichzeit des Kammmolches im Sommer 2017 sollte Aufschluss über die Lebensbedingungen des Kammmolches geben, da seine Populationsgröße im SDB mit „0“ angegeben wurde. Dabei stellte sich heraus, dass keines der Gewässer als Lebensraum für den Kammmolch geeignet war. Allerdings wurden bei einer Begehung im Herbst 2017 in nahezu allen feuchteren Flächen Exemplare der Art 1214 Moorfrosch gesichtet.

## FFH-Maßnahmenkatalog
Der FFH-Maßnahmenkatalog im Managementplan führt neben den bereits durchgeführten Maßnahmen geplante Maßnahmen zur Erhaltung und Entwicklung der FFH-Lebensraumtypen im FFH-Gebiet an. Konkrete Empfehlungen für die Durchführung von Maßnahmen sind im Maßnahmen-, Pflege- und Entwicklungsplan (MPE-Plan) des Bundesamtes für Infrastruktur, Umweltschutz und Dienstleistungen der Bundeswehr (BAIUDBw) enthalten.
Dazu wird das FFH-Gebiet räumlich in 29 Pflegeeinheiten eingeteilt. Flächen ähnlicher Struktur werden jeweils zu einer Pflegeeinheit zusammengefasst. Die Art der Erhaltungspflege, der Entwicklungspflege und der Entwicklungsmaßnahmen sind jeweils in einer Karte festgehalten. Als weitere Arbeitsgrundlage mit nicht abschließendem Charakter sind die vorgeschlagenen Tätigkeiten mit Durchführungszeitraum und betroffenen LRT und Art in einer Tabelle zusammengefasst.
Für die Waldflächen auf dem Standortübungsplatz Husum ist, wie in allen anderen Truppenübungsplätzen im Bundeseigentum auch, die jeweiligen örtlichen Bundesforstbetriebe, in diesem Fall der Bundesforstbetrieb Trave mit Sitz in Plön, zuständig. Die vorgeschlagenen Erhaltungs- und Entwicklungsmaßnahmen sind in gleicher Form im MEP dargestellt wie für das Freigelände.
Schwerpunkte der Erhaltungs- und Entwicklungsmaßnahmen sind folgende:
- Änderung der bisherigen ausschließlichen Mulchmahd auf allen Freiflächen durch Anpassung des Mähverfahrens an die Erhaltungsziele
- Verbringung des Mähgutes aus dem FFH-Gebiet zur Ausmagerung der Offenlandflächen.
- Weitgehender Ersatz der Mahd durch ein neues Beweidungskonzept mit Pferchflächen zur Ausmagerung der Böden
- Entfernung von Neophyten und aufkommenden Gehölzen aus den Offenlandflächen
- Entfernung der Beschattung durch Pflanzenwuchs an Stillgewässern
- Verschluss von Entwässerungsgräben zur Hebung des Grundwasserstandes
- Neuanlage von Kleingewässern für Amphibien
- Entkusseln und Plaggen von Freiflächen zur Schaffung von Pionierlebensräumen

## FFH-Erfolgskontrolle und Monitoring der Maßnahmen
Eine FFH-Erfolgskontrolle und Monitoring der Maßnahmen findet in Schleswig-Holstein alle sechs Jahre statt. Die Ergebnisse des letzten Folgemonitorings wurden am 10. Februar 2012 in einem Textbeitrag und einer Kartensammlung veröffentlicht.